# Aracati de Minas
Aracati de Minas é um distrito do município brasileiro de Cataguases, estado de Minas Gerais. Banhado pelo Rio Pomba, o distrito localiza-se a leste da sede municipal, da qual dista cerca de 10 quilômetros. Foi criado em 8 de outubro de 1982 pela lei estadual n° 8285, que elevou o povoado de Aracati à condição de distrito com o nome de Aracati de Minas.